# Acırlı, Felahiye
Acırlı là một xã thuộc huyện Felahiye, tỉnh Kayseri, Thổ Nhĩ Kỳ. Dân số thời điểm năm 2008 là 118 người.